# プレイステーション presents ライムスター宇多丸とマイゲーム・マイライフ
『プレイステーション presents ライムスター宇多丸とマイゲーム・マイライフ』（プレイステーション プレゼンツ ライムスターうたまるとマイゲーム・マイライフ）は、TBSラジオで2017年4月から2022年3月まで放送されていたラジオ番組。パーソナリティはRHYMESTERの宇多丸。
PlayStation（ソニー・インタラクティブエンタテインメント）の一社提供番組。

## 概要
- 2016年10月9日に特番として「プレイステーション presents マイゲーム・マイライフ」が放送。以後4回に渡り特番が放送され、2017年4月より3回目の特番のゲストであった宇多丸をメインパーソナリティに据えたレギュラー番組として放送を開始[2]。
- 宇多丸と、ゲームをこよなく愛するゲスト、そしてリスナーと共に「ゲームの魅力」「あのゲームの思い出」「今オススメのゲームソフト」などをテーマにした『ゲームトークバラエティ』。ゲスト収録は基本的に2週分行われ、1週目は「ゲームにまつわる思い出」、2週目は「今やっているゲーム」が主なトーク内容となる。
- 放送形態は主に事前録音であるが、不定期に生放送が実施される事があり、その際にはスポンサーであるソニー・インタラクティブエンタテインメント（SIE）から『PlayStation』の新機種、または新作ゲームソフトのプレゼント企画が実施される事が多い。
- トーク内で取り上げられるゲームは「ゲーム全体を盛り上げたい」というSIEの意向もあり、PlayStationに限らず他社のハードやゲーム作品も多く出てきている。このことは折に触れて番組内で触れられている。
- 放送終了後、TBSラジオクラウドでは番組内には入りきらなかった未公開トーク部分を加えた音源やライターの朝井麻由美による放送後記が配信されている。
- 2018年4月から宇多丸の新たな冠番組『アフター6ジャンクション』の開始に伴い、同時期にこの番組の放送枠を木曜日の夜21時に移動した。
- 2022年2月24日放送分にて、番組が同年3月24日の放送をもって終了する事を発表した[3]。
- 番組終了後の2023年2月23日（木曜日）の『アフター6ジャンクション』オープニングで、番組の一部ゲスト出演者とのトークや、宇多丸へのロングインタビュー、ナレーションを担当していた宇内梨沙（TBSアナウンサー）など番組関係者による書き下ろしコラムをまとめ、初めて書籍化されることを発表[4]、同日よりAmazonでの予約受付を開始。単行本として同年4月13日（木曜日）にAmazonと全国の書店で発売が開始された。Amazonでは、通常版と「Amazon.co.jp限定特典」がついた限定版を発売しており、限定版には宇多丸による「スペシャルトーク音声」のダウンロードコードが付いている。

## コーナー
- リスナーズ・マイゲーム・マイライフ

番組リスナーからゲームにまつわるエピソードを募集する。採用者には番組のロゴイラストを担当した漫画家の山本さほがデザインした番組ステッカーが贈呈される。

## ゲスト
| 第1回 | 2016年10月9日  | 玉袋筋太郎（浅草キッド） 武井壮         |  |
| 第2回 | 2016年11月20日 | 博多大吉（博多華丸・大吉） 金子ノブアキ |  |
| 第3回 | 2016年12月11日 | 宇多丸 高橋愛                           |  |
| 第4回 | 2017年3月26日  | 高見沢俊彦 高橋みなみ                   |  |

| 第1回  | 4月8日   | 三浦大知                                                  | |
| 第2回  | 4月15日  | 三浦大知                                                  | |
| 第3回  | 4月22日  | 夏菜                                                      | |
| 第4回  | 4月29日  | 夏菜                                                      | |
| 第5回  | 5月6日   | Bose（スチャダラパー）                                    | |
| 第6回  | 5月13日  | Bose（スチャダラパー）                                    | |
| 第7回  | 5月20日  | 古川未鈴（でんぱ組.inc）                                  | |
| 第8回  | 5月27日  | 古川未鈴（でんぱ組.inc）                                  | |
| 第9回  | 6月3日   | 杉浦太陽                                                  | |
| 第10回 | 6月10日  | 杉浦太陽                                                  | |
| 第11回 | 6月17日  | 真野恵里菜                                                | |
| 第12回 | 6月24日  | 真野恵里菜                                                | |
| 第13回 | 7月1日   | 小出祐介（Base Ball Bear）                                | |
| 第14回 | 7月8日   | 小出祐介（Base Ball Bear）                                | |
| 第15回 | 7月15日  | 山本さほ                                                  | |
| 第16回 | 7月22日  | 山本さほ                                                  | |
| 第17回 | 7月29日  | KenKen（RIZE）                                            | 2019年7月にKenKenが大麻取締法違反容疑で逮捕された為、TBSラジオクラウドの音源の配信が停止されている。 |
| 第18回 | 8月5日   | KenKen（RIZE）                                            | 2019年7月にKenKenが大麻取締法違反容疑で逮捕された為、TBSラジオクラウドの音源の配信が停止されている。 |
| 第19回 | 8月12日  | RAM RIDER                                                 | |
| 第20回 | 8月19日  | RAM RIDER                                                 | |
| 第21回 | 8月26日  | 中川翔子                                                  | |
| 第22回 | 9月4日   | 中川翔子                                                  | |
| 第23回 | 9月9日   | オカダ・カズチカ                                          | |
| 第24回 | 9月16日  | オカダ・カズチカ                                          | |
| 第25回 | 9月23日  | 佐藤哲夫（パンクブーブー） 堂珍嘉邦（CHEMISTRY） 田中道子 | |
| 第26回 | 9月30日  | 佐藤哲夫（パンクブーブー） 堂珍嘉邦（CHEMISTRY） 田中道子 | |
| 第27回 | 10月7日  | 山下健二郎（三代目 J SOUL BROTHERS from EXILE TRIBE）     | |
| 第28回 | 10月14日 | 山下健二郎（三代目 J SOUL BROTHERS from EXILE TRIBE）     | |
| 第29回 | 10月21日 | 増子直純（怒髪天）                                        | |
| 第30回 | 10月28日 | 増子直純（怒髪天）                                        | |
| 第31回 | 11月4日  | 加山雄三                                                  | |
| 第32回 | 11月11日 | 加山雄三                                                  | |
| 第33回 | 11月18日 | 石田晴香                                                  | |
| 第34回 | 11月25日 | 石田晴香                                                  | |
| 第35回 | 12月2日  | 椎名慶治（SURFACE）                                       | |
| 第36回 | 12月9日  | 椎名慶治（SURFACE）                                       | |
| 第37回 | 12月16日 | 佐藤かよ                                                  | |
| 第38回 | 12月23日 | 佐藤かよ                                                  | |
| 第39回 | 12月30日 | 吉田修平                                                  | |

| 第40回 | 1月7日   | 蒼天のハリー                                          | |
| 第41回 | 1月13日  | 蒼天のハリー                                          | |
| 第42回 | 1月20日  | 加藤夏希                                              | |
| 第43回 | 1月27日  | 加藤夏希                                              | |
| 第44回 | 2月3日   | 河相我聞                                              | |
| 第45回 | 2月10日  | 河相我聞                                              | |
| 第46回 | 2月17日  | 小野塚勇人                                            | |
| 第47回 | 2月24日  | 小野塚勇人                                            | |
| 第48回 | 3月3日   | 最上もが                                              | |
| 第49回 | 3月10日  | 最上もが                                              | |
| 第50回 | 3月17日  | 酒井雄二（ゴスペラーズ）                              | |
| 第51回 | 3月24日  | 酒井雄二（ゴスペラーズ）                              | |
| 第52回 | 3月31日  | 玉袋筋太郎                                            | 土曜深夜時代、最後の放送。                                                                                    |
| 第53回 | 4月5日   | 岩井勇気（ハライチ）                                  | この回より、放送枠が木曜21時に異動。                                                                          |
| 第54回 | 4月12日  | 岩井勇気（ハライチ）                                  | この回より、放送枠が木曜21時に異動。                                                                          |
| 第55回 | 4月17日  | 歌広場淳（ゴールデンボンバー）                        | |
| 第56回 | 4月24日  | 歌広場淳（ゴールデンボンバー）                        | |
| 第57回 | 5月3日   | 南明奈                                                | |
| 第58回 | 5月10日  | 南明奈                                                | |
| 第59回 | 5月17日  | 橘柊生（DISH//）                                      | |
| 第60回 | 5月24日  | 橘柊生（DISH//）                                      | |
| 第61回 | 5月31日  | 小沢一敬（スピードワゴン）                            | |
| 第62回 | 6月7日   | 小沢一敬（スピードワゴン）                            | |
| 第63回 | 6月14日  | 清水翔太                                              | |
| 第64回 | 6月21日  | 清水翔太                                              | |
| 第65回 | 6月28日  | KEISEI（DEEP）                                        | |
| 第66回 | 7月5日   | KEISEI（DEEP）                                        | |
| 第67回 | 7月12日  | 南條愛乃                                              | |
| 第68回 | 7月19日  | 南條愛乃                                              | |
| 第69回 | 7月26日  | 岡田紗佳                                              | |
| 第70回 | 8月2日   | 岡田紗佳                                              | |
| 第71回 | 8月9日   | 橘慶太（w-inds.）                                     | |
| 第72回 | 8月16日  | 橘慶太（w-inds.）                                     | |
| 第73回 | 8月23日  | 岐洲匠                                                | |
| 第74回 | 8月30日  | 岐洲匠                                                | |
| 第75回 | 9月6日   | 根岸愛（PASSPO☆）                                     | |
| 第76回 | 9月13日  | 根岸愛（PASSPO☆）                                     | |
| 第77回 | 9月20日  | ゴー☆ジャス                                           | |
| 第78回 | 9月27日  | ゴー☆ジャス                                           | |
| 第79回 | 10月4日  | 犬山紙子                                              | |
| 第80回 | 10月11日 | 犬山紙子                                              | |
| 第81回 | 10月18日 | 水木一郎                                              | |
| 第82回 | 10月25日 | 水木一郎                                              | |
| 第83回 | 11月1日  | 岡崎体育                                              | |
| 第84回 | 11月8日  | 岡崎体育                                              | |
| 第85回 | 11月15日 | 宇内梨沙 橘慶太（w-inds.） 小沢一敬（スピードワゴン） | 2018年11月3日に行われたイベント『ラジフェス2018～いくつハシゴできるかな？』内で行われた公開収録の模様を放送。 |
| 第86回 | 11月22日 | 矢口真里                                              | |
| 第87回 | 11月29日 | 矢口真里                                              | |
| 第88回 | 12月6日  | MCU（KICK THE CAN CREW）                              | |
| 第89回 | 12月13日 | MCU（KICK THE CAN CREW）                              | |
| 第90回 | 12月20日 | 工藤大輝（Da-iCE）                                    | |
| 第91回 | 12月27日 | 工藤大輝（Da-iCE）                                    | |

| 第92回  | 1月3日   | JOY                                     | |
| 第93回  | 1月10日  | JOY                                     | |
| 第94回  | 1月17日  | 岡田義徳                                | |
| 第95回  | 1月24日  | 岡田義徳                                | |
| 第96回  | 1月31日  | 上鈴木タカヒロ 上鈴木伯周（P.O.P）      | |
| 第97回  | 2月7日   | 上鈴木タカヒロ 上鈴木伯周（P.O.P）      | |
| 第98回  | 2月14日  | 今立進（エレキコミック）                | |
| 第99回  | 2月21日  | 今立進（エレキコミック）                | |
| 第100回 | 2月28日  | DJ LOVE（SEKAI NO OWARI）               | |
| 第101回 | 3月7日   | DJ LOVE（SEKAI NO OWARI）               | |
| 第102回 | 3月14日  | 棚橋弘至                                | |
| 第103回 | 3月21日  | 棚橋弘至                                | |
| 第104回 | 3月28日  | 宇内梨沙                                | 前番組『アフター6ジャンクション』から番組放送終了時から即座にスタジオを移動し、番組初の生放送を実施した。 |
| 第105回 | 4月4日   | 片桐仁（ラーメンズ）                    | |
| 第106回 | 4月11日  | 片桐仁（ラーメンズ）                    | |
| 第107回 | 4月18日  | 松澤千晶                                | |
| 第108回 | 4月25日  | 松澤千晶                                | |
| 第109回 | 5月2日   | 大沢在昌                                | |
| 第110回 | 5月9日   | 大沢在昌                                | |
| 第111回 | 5月16日  | 江口拓也                                | |
| 第112回 | 5月23日  | 江口拓也                                | |
| 第113回 | 5月30日  | 鈴鹿秋斗（夜の本気ダンス）              | |
| 第114回 | 6月6日   | 鈴鹿秋斗（夜の本気ダンス）              | |
| 第115回 | 6月13日  | 椿彩奈                                  | |
| 第116回 | 6月20日  | 椿彩奈                                  | |
| 第117回 | 6月27日  | 坂口健太郎 吉田直樹                     | |
| 第118回 | 7月4日   | 坂口健太郎 吉田直樹                     | |
| 第119回 | 7月11日  | 石田ニコル                              | |
| 第120回 | 7月18日  | 石田ニコル                              | |
| 第121回 | 7月25日  | 歌広場淳（ゴールデンボンバー） 宇内梨沙 | 生放送。リスナーから募集をかけた特別企画『オレが考えた芸能人ゲーム祭り』を開催。                          |
| 第122回 | 8月1日   | 鈴木貴雄（UNISON SQUARE GARDEN）        | |
| 第123回 | 8月8日   | 鈴木貴雄（UNISON SQUARE GARDEN）        | |
| 第124回 | 8月15日  | 庄野崎謙                                | |
| 第125回 | 8月22日  | 庄野崎謙                                | |
| 第126回 | 8月29日  | 福満しげゆき                            | |
| 第127回 | 9月5日   | 福満しげゆき                            | |
| 第128回 | 9月12日  | 宮部みゆき                              | |
| 第129回 | 9月19日  | 宮部みゆき                              | |
| 第130回 | 9月26日  | 清塚信也                                | |
| 第131回 | 10月3日  | 清塚信也                                | |
| 第132回 | 10月10日 | ノブオ（ペンギンズ）                    | |
| 第133回 | 10月17日 | ノブオ（ペンギンズ）                    | |
| 第134回 | 10月24日 | 星野ルネ                                | |
| 第135回 | 10月31日 | 星野ルネ                                | |
| 第136回 | 11月7日  | 今立進（エレキコミック）                | 生放送。リスナーから募集をかけた特別企画『第2回 オレが考えた芸能人ゲーム祭り』を開催。                    |
| 第137回 | 11月14日 | 小島秀夫 三浦大知                       | 生放送。前番組『アフター6ジャンクション』からの連動企画『DEATH STRANDING 発売記念特集』を放送。           |
| 第138回 | 11月21日 | PES（RIP SLYME）                        | |
| 第139回 | 11月28日 | PES（RIP SLYME）                        | |
| 第140回 | 12月5日  | ハリー杉山                              | |
| 第141回 | 12月12日 | ハリー杉山                              | |
| 第142回 | 12月19日 | 伊織もえ                                | |
| 第143回 | 12月26日 | 伊織もえ                                | |

| 第144回 | 1月2日   | あらぽん（ANZEN漫才）        | |
| 第145回 | 1月9日   | あらぽん（ANZEN漫才）        | |
| 第146回 | 1月16日  | 高見奈央                     | |
| 第147回 | 1月23日  | 高見奈央                     | |
| 第148回 | 1月30日  | 鶏冠井孝介                   | |
| 第149回 | 2月6日   | 鶏冠井孝介                   | |
| 第150回 | 2月13日  | 高杉真宙                     | |
| 第151回 | 2月20日  | 高杉真宙                     | |
| 第152回 | 2月27日  | 万城目学                     | |
| 第153回 | 3月5日   | 万城目学                     | |
| 第154回 | 3月12日  | 中島由貴                     | |
| 第155回 | 3月19日  | 中島由貴                     | |
| 第156回 | 3月26日  | SHO                          | |
| 第157回 | 4月2日   | SHO                          | |
| 第158回 | 4月9日   | 大山純（ストレイテナー）     | この回より、番組テーマソングがRAM RIDERにより新たに提供された曲に変更された。                                                                                        |
| 第159回 | 4月16日  | 大山純（ストレイテナー）     | この回より、番組テーマソングがRAM RIDERにより新たに提供された曲に変更された。                                                                                        |
| 第160回 | 4月23日  | 西村歩乃果（ラストアイドル） | |
| 第161回 | 4月30日  | 西村歩乃果（ラストアイドル） | |
| 第162回 | 5月7日   | 三浦大知                     | この回より新型コロナウィルス感染拡大の影響による緊急事態宣言を受け、期間限定で宇多丸、過去に出演したゲストと共にリモートによる収録企画『巣ごもりスペシャル』を放送。 |
| 第163回 | 5月14日  | 山本さほ                     | |
| 第164回 | 5月21日  | オカダ・カズチカ             | |
| 第165回 | 5月28日  | 今立進（エレキコミック）     | |
| 第166回 | 6月4日   | 橘慶太（w-inds.）            | |
| 第167回 | 6月11日  | 酒井雄二（ゴスペラーズ）     | |
| 第168回 | 6月18日  | 古川未鈴                     | |
| 第169回 | 6月25日  | RAM RIDER                    | |
| 第170回 | 7月2日   | 椎名慶治（SURFACE）          | |
| 第171回 | 7月9日   | 工藤大輝（Da-iCE）           | |
| 第172回 | 7月16日  | サンシャイン池崎             | この回より、スタジオ収録を再開。 |
| 第173回 | 7月23日  | サンシャイン池崎             | この回より、スタジオ収録を再開。 |
| 第174回 | 7月30日  | 犬飼貴丈                     | |
| 第175回 | 8月6日   | 犬飼貴丈                     | |
| 第176回 | 8月13日  | 坂東巳之助                   | |
| 第177回 | 8月20日  | 坂東巳之助                   | |
| 第178回 | 8月27日  | 常田真太郎（スキマスイッチ） | |
| 第179回 | 9月3日   | 常田真太郎（スキマスイッチ） | |
| 第180回 | 9月10日  | 小池徹平                     | |
| 第181回 | 9月17日  | 小池徹平                     | |
| 第182回 | 9月24日  | 勝間和代                     | |
| 第183回 | 10月01日 | 勝間和代                     | |
| 第184回 | 10月8日  | 相田周二（三四郎）           | |
| 第185回 | 10月15日 | 相田周二（三四郎）           | |
| 第186回 | 10月22日 | みゆはん                     | この回のみ、TBSラジオクラウドは2021年1月29日までの限定配信。 |
| 第187回 | 10月29日 | みゆはん                     | この回のみ、TBSラジオクラウドは2021年1月29日までの限定配信。 |
| 第188回 | 11月5日  | 宇内梨沙                     | 生放送。特別企画『リスナーズ・マイゲーム・マイライフSP』を放送。 |
| 第189回 | 11月12日 | 宇内梨沙                     | 生放送。放送日が『PlayStation 5』の発売日であった為、特別企画『プレイステーション5開封の儀』を行った。                                                               |
| 第190回 | 11月19日 | 中村七之助                   | |
| 第191回 | 11月26日 | 中村七之助                   | |
| 第192回 | 12月3日  | 藤田ニコル                   | |
| 第193回 | 12月10日 | 藤田ニコル                   | |
| 第194回 | 12月17日 | 天﨑滉平                     | |
| 第195回 | 12月24日 | 天﨑滉平                     | |
| 第196回 | 12月31日 | MAH（SiM）                   | |

| 第197回 | 1月7日   | MAH（SiM）                         | |
| 第198回 | 1月14日  | ヤマサキセイヤ（キュウソネコカミ） | この回より、リモート収録を再開。                                                                             |
| 第199回 | 1月21日  | ヤマサキセイヤ（キュウソネコカミ） | この回より、リモート収録を再開。                                                                             |
| 第200回 | 1月28日  | 宇内梨沙 三浦大知                  | 生放送。放送200回を記念した特別企画『リスナーズ・マイゲーム・マイライフSP』を放送（三浦はリモート出演）。    |
| 第201回 | 2月4日   | ぜったくん                         | |
| 第202回 | 2月11日  | ぜったくん                         | |
| 第203回 | 2月18日  | 内田敦子                           | |
| 第204回 | 2月25日  | 内田敦子                           | |
| 第205回 | 3月4日   | 片岡健太（sumika）                 | この回より、スタジオ収録を再開。                                                                             |
| 第206回 | 3月11日  | 片岡健太（sumika）                 | この回より、スタジオ収録を再開。                                                                             |
| 第207回 | 3月18日  | ビッケブランカ                     | |
| 第208回 | 3月25日  | ビッケブランカ                     | |
| 第209回 | 4月1日   | Rachel（chelmico）                 | リモート出演。                                                                                               |
| 第210回 | 4月8日   | Rachel（chelmico）                 | リモート出演。                                                                                               |
| 第211回 | 4月15日  | 上坂すみれ                         | |
| 第212回 | 4月22日  | 上坂すみれ                         | |
| 第213回 | 4月29日  | 長谷川忍（シソンヌ）               | |
| 第214回 | 5月6日   | 長谷川忍（シソンヌ）               | |
| 第215回 | 5月13日  | 貴島明日香                         | |
| 第216回 | 5月20日  | 貴島明日香                         | |
| 第217回 | 5月27日  | 阪井一生（flumpool）               | |
| 第218回 | 6月3日   | 阪井一生（flumpool）               | |
| 第219回 | 6月10日  | 酒井健太（アルコ&ピース）          | |
| 第220回 | 6月17日  | 酒井健太（アルコ&ピース）          | |
| 第221回 | 6月24日  | 豊崎愛生                           | |
| 第222回 | 7月1日   | 豊崎愛生                           | |
| 第223回 | 7月8日   | 宮田聡子                           | |
| 第224回 | 7月15日  | 宮田聡子                           | |
| 第225回 | 7月22日  | 吉原雅斗（BOYS AND MEN）           | |
| 第226回 | 7月29日  | 吉原雅斗（BOYS AND MEN）           | |
| 第227回 | 8月5日   | 菅良太郎（パンサー）               | |
| 第228回 | 8月12日  | 菅良太郎（パンサー）               | |
| 第229回 | 8月19日  | HIROSHI（FIVE NEW OLD）            | |
| 第230回 | 8月26日  | HIROSHI（FIVE NEW OLD）            | |
| 第231回 | 9月2日   | 梶裕貴                             | 生放送。梶はこの番組の後番組である『Spoon presents 梶裕貴 声のひとさじ』でメインパーソナリティを務めている。 |
| 第232回 | 9月9日   | 梶裕貴                             | 生放送。梶はこの番組の後番組である『Spoon presents 梶裕貴 声のひとさじ』でメインパーソナリティを務めている。 |
| 第233回 | 9月16日  | 宮下兼史鷹（宮下草薙）             | |
| 第234回 | 9月23日  | 宮下兼史鷹（宮下草薙）             | |
| 第235回 | 9月30日  | ゆいP（おかずクラブ）              | |
| 第236回 | 10月7日  | ゆいP（おかずクラブ）              | |
| 第237回 | 10月14日 | 真山りか（私立恵比寿中学）         | |
| 第238回 | 10月21日 | 真山りか（私立恵比寿中学）         | |
| 第239回 | 10月28日 | 植田佳奈                           | |
| 第240回 | 11月4日  | 植田佳奈                           | |
| 第241回 | 11月11日 | 井上浩樹                           | |
| 第242回 | 11月18日 | 井上浩樹                           | |
| 第243回 | 11月25日 | ハリウッドザコシショウ             | |
| 第244回 | 12月2日  | ハリウッドザコシショウ             | |
| 第245回 | 12月9日  | 田口尚平                           | |
| 第246回 | 12月16日 | 田口尚平                           | |
| 第247回 | 12月23日 | でらし（ハンブレッダーズ）         | 後編は同月30日に「第63回『輝く!日本レコード大賞』」が放送されるため、月曜日の21時に放送された。              |
| 第248回 | 12月27日 | でらし（ハンブレッダーズ）         | 後編は同月30日に「第63回『輝く!日本レコード大賞』」が放送されるため、月曜日の21時に放送された。              |

| 第249回 | 1月6日  | しばたありぼぼ（ヤバイTシャツ屋さん）           | |
| 第250回 | 1月13日 | しばたありぼぼ（ヤバイTシャツ屋さん）           | |
| 第251回 | 1月20日 | ザ・たっち                                      | |
| 第252回 | 1月27日 | ザ・たっち                                      | |
| 第253回 | 2月3日  | 夏川椎菜                                        | |
| 第254回 | 2月10日 | 夏川椎菜                                        | |
| 第255回 | 2月17日 | 藍井エイル                                      | リモート収録。 |
| 第256回 | 2月24日 | 藍井エイル                                      | リモート収録。 |
| 第257回 | 3月3日  | 椎名慶治（SURFACE）                             | 過去のゲストを呼び、印象的なエピソードを振り返る企画 「マイゲーム・マイライフ ラストプレイ」第一弾。                |
| 第258回 | 3月10日 | 今立進（エレキコミック） 片桐仁（コメント出演） | リモート収録。 過去のゲストを呼び、印象的なエピソードを振り返る企画 「マイゲーム・マイライフ ラストプレイ」第二弾。 |
| 第259回 | 3月17日 | 三浦大知                                        | 過去のゲストを呼び、印象的なエピソードを振り返る企画 「マイゲーム・マイライフ ラストプレイ」第三弾。                |
| 第260回 | 3月24日 | 宇内梨沙                                        | 最終回、生放送。 リスナーから募集した過去のゲストの印象的なエピソードを振り返る企画を放送。                         |

## スタッフ
- ナレーション
  - 宇内梨沙 - TBSアナウンサー、『アフター6ジャンクション』木曜日パートナー。オープニングナレーション・番組中のインフォマーシャル他、生放送時の進行も担当。
- 構成
  - 古川耕 - 『ライムスター宇多丸のウィークエンド・シャッフル』『アフター6ジャンクション』より兼任。
- テーマソング
  - RAM RIDER - この番組の為に書き下ろされたインストゥルメンタル曲。
- ロゴイラスト
  - 山本さほ